# Wereldbeker schaatsen 2023/2024 - Wereldbeker 3
De Wereldbeker schaatsen 2023/2024 Wereldbeker 3 was de derde wedstrijd van het wereldbekerseizoen die van 1 tot en met 3 december 2023 plaatsvond in de Sørmarka Arena in Stavanger, Noorwegen.

## Wedstrijdverloop

### Gevestigde winnaars
Miho Takagi won dit seizoen tot nu toe alle 1500 meters bij de vrouwen. Davide Ghiotto won net als vorig jaar de enige 10.000 meter van het seizoen. Kim Min-sun boekte net als vorig jaar haar eerste seizoenszege in Stavanger. Het was haar zesde zege in totaal. Wataru Morishige won zijn vierde wereldbeker 500 meter op een rij. Jutta Leerdam won na een derde plek in Peking, opnieuw de 1000 meter.
Kjeld Nuis boekte zijn negentiende wereldbekerzege op de 1000 meter. Martina Sáblíková had al meer dan 50 wereldbekerzeges, en voegde daar op de 5000 meter nog een aan toe. Ze waren wel langzamer dan de winnaars van de B-groepen, waarin Irene Schouten een nieuw baanrecord (6.50,64) op de 5000 meter reed en Jordan Stolz net iets sneller was dan Nuis. Op de 1500 meter reed Stolz wel in de A-groep en won hij met een baanrecord (1.44,67) zijn eerste wereldbekerwedstrijd van het seizoen.

### Kopgroepen bij de massastart
Bij de vrouwen was de afloop van de massastart nog nooit vertoont. Mia Kilburg-Manganello ging vroeg in de aanval en Irene Schouten sloot met Valerie Maltais en Magdalena Czyszczoń bij haar aan. De kopgroep pakte zo'n grote voorsprong dat Schouten in de laatste ronde het hele peloton voorbij kon sprinten. Hierdoor werd het peloton gediskwalificeerd (tien schaatsers in totaal), waardoor concurrenten in het klassement zoals koploopster Ivanie Blondin geen punten scoorden. Schouten won, Maltais werd tweede en Kilburg eindigde als derde. Sandrine Tas ging in de laatste ronde in het peloton onderuit, en werd daardoor wel geklasseerd. Zo kreeg ze veel punten, net als Olga Piotrowska die drie ronden eerder was gevallen.
Bij de mannen ontsnapte Marcel Bosker in de laatste ronde uit een kopgroep en bleef het sprintende peloton voor. Hij boekte hiermee zijn eerste wereldbekerzege.

### Verdere bijzonderheden
- Een half jaar na de geboorte van haar zoontje Tomasso maakte Francesca Lollobrigida haar rentree in de B-groep. Ze promoveerde meteen naar de A-groep op de 1500 meter en de lange afstanden.[9]
- De wedstrijd had weinig mediabelangstelling in Noorwegen. Ze werd niet rechtstreeks uitgezonden op de Noorse televisie, omdat de nationale omroep NRK de televisierechten niet meer heeft. Wel was er een livestream van de krant Verdens Gang.[10]

## Tijdschema
| Datum               | Tijd (CET)                    | Tijd (CET)              | Onderdeel                                                                                   |
| Datum               | Groep A                       | Groep B                 | Onderdeel                                                                                   |
| ------------------- | ----------------------------- | ----------------------- | ------------------------------------------------------------------------------------------- |
| Vrijdag 1 december  | 20:00 20:35 21:22 21:45       | 17:05 17:53 16:13 16:30 | 1000 meter vrouwen 1000 meter mannen massastart vrouwen massastart mannen                   |
| Zaterdag 2 december | 14:30 15:00 15:51             | 09:20 10:01 11:03       | 500 meter mannen 1500 meter vrouwen 10.000 meter mannen                                     |
| Zondag 3 december   | 14:30 15:11 15:50 16:53 17:21 | 10:40 11:44 12:23 -     | 1500 meter mannen 500 meter vrouwen 5000 meter vrouwen teamsprint mannen teamsprint vrouwen |

## Podia

### Mannen
| Wedstrijd  | Goud                                                                        | Tijd       | Zilver                                                       | Tijd           | Brons                                          | Tijd            |
| 500 m      | Wataru Morishige Japan                                                      | 34.65      | Tingyu Gao China                                             | 34.66 +0.01    | Tatsuya Shinhama Japan                         | 34.71 +0.06     |
| 1000 m     | Kjeld Nuis Nederland                                                        | 1.08,76    | Tatsuya Shinhama Japan                                       | 1.08,88 +0,12  | Kasuya Yamada Japan                            | 1.09,10 +0,34   |
| 1500 m     | Jordan Stolz Verenigde Staten                                               | 1.44,67 BR | Kjeld Nuis Nederland                                         | 1.45,34 +0,67  | Kazuya Yamada Japan                            | 1.45,74 +1,07   |
| 10.000 m   | Davide Ghiotto Italië                                                       | 13.02,71   | Ted-Jan Bloemen Canada                                       | 13.12,33 +9,62 | Michele Malfatti Italië                        | 13.12,89 +10,18 |
| Massastart | Marcel Bosker Nederland                                                     | 7.57,11    | Livio Wenger Zwitserland                                     | 7.58,51 +1,40  | Bart Swings België                             | 7.58,51 z,t,    |
| Teamsprint | Noorwegen Pål Myhren Kristensen Bjørn Magnussen Håvard Holmefjord Lorentzen | 1.19,30    | Verenigde Staten Austin Kleba Cooper McLeod Zach Stoppelmoor | 1.19,49 +0,19  | Polen Marek Kania Piotr Michalski Damian Żurek | 1.19,99 +0,69   |

### Vrouwen
| Wedstrijd  | Goud                                                  | Tijd    | Zilver                                                         | Tijd          | Brons                                                  | Tijd          |
| 500 m      | Kim Min-sun Zuid-Korea                                | 37,73   | Erin Jackson Verenigde Staten                                  | 37,75 +0,02   | Femke Kok Nederland                                    | 38,01 +0,28   |
| 1000 m     | Jutta Leerdam Nederland                               | 1,15,26 | Miho Takagi Japan                                              | 1,15,52 +0,26 | Antoinette Rijpma-de Jong Nederland                    | 1,15,74 +0,48 |
| 1500 m     | Miho Takagi Japan                                     | 1.55,87 | Antoinette Rijpma-de Jong Nederland                            | 1.56,95 +1,08 | Marijke Groenewoud Nederland                           | 1.56,99 +1,12 |
| 5000 m     | Martina Sáblíková Tsjechië                            | 6.59,60 | Marijke Groenewoud Nederland                                   | 7.03,27 +3,67 | Ragne Wiklund Noorwegen                                | 7.03,60 +4,00 |
| Massastart | Irene Schouten Nederland                              | 8.36,25 | Valerie Maltais Canada                                         | 8.37,19 +0,54 | Mia Kilburg-Manganello Verenigde Staten                | 8.40,01 +3,36 |
| Teamsprint | Verenigde Staten Sarah Warren Erin Jackson Kimi Goetz | 1.27,92 | Nederland Marrit Fledderus Femke Kok Antoinette Rijpma-de Jong | 1.28,17 +0,25 | Canada Carolina Hiller Maddison Pearman Ivanie Blondin | 1.28,34 +0,42 |